# Crançot
Crançot là một xã trong vùng hành chính Franche-Comté, thuộc tỉnh Jura, quận Lons-le-Saunier, tổng Conliège. Tọa độ địa lý của xã là 46° 41' vĩ độ bắc, 05° 39' kinh độ đông. Crançot nằm trên độ cao trung bình là 515 mét trên mực nước biển, có điểm thấp nhất là 450 mét và điểm cao nhất là 561 mét. Xã có diện tích 14.37 km², dân số vào thời điểm 2006 là 484 người; mật độ dân số là 33 người/km².

## Thông tin nhân khẩu
| 1962 | 1968 | 1975 | 1982 | 1990 | 1999 |
| ---- | ---- | ---- | ---- | ---- | ---- |
| 362  | 376  | 355  | 454  | 485  | 489  |

## Địa điểm tham quan
Nhà thờ Sainte-Marie-Madeleine được xây trong thế kỉ thứ 16 theo phong cách Gothic.